# Smokvica
 Ovo je glavno značenje pojma Smokvica. Za druga značenja pogledajte Smokvica (razdvojba).
Smokvica je općina u Hrvatskoj, na otoku Korčuli.

## Općinska naselja
Općina Smokvica sastoji se od četiri naselja: Smokvica, Brna, Vinačac (Vinašac) i Blace (Blaca). Glavno naselje je Smokvica gdje živi oko 2/3 stanovnika općine, zatim slijedi Brna, a naselja Vinačac i Blace imaju po svega nekoliko stalno naseljenih stanovnika.

## Zemljopis
Naselje Smokvica smješteno je u gotovo samom središtu otoka Korčule, na padinama spojenih brda Vele i Male Obale. Na području Smokvice nalazi se nekoliko plodnih polja a najveća su Kruševo, Prapratna, Stiniva, Banja, Sitnica, Livin dol i Čipojino polje.
Naselje Brna nalazi se jugozapadno, četiri kilometra cestovne udaljenosti od Smokvice. Smješteno je u istoimenoj uvali i na ravnini rta Mali Zaglav, te se širi i prema manjoj sjevernijoj uvali Istruga.
Naselje Vinačac nalazi se zapadno od Brne udaljeno sedam kilometara cestom, na obali i padini strmog brda Vela Glava. Naselje Blace nalazi se sjeverno i malo zapadno od Smokvice pri čemu obuhvaća istoimeni rt na sjevernoj obali otoka Korčula.

## Stanovništvo
Prema popisu iz 2001. godine Smokvica ima 1.012 stanovnika. Smokvica je 1579. god. imala oko 100 stanovnika, 1745. god. 372 stanovnika u 68 obitelji, početkom 19. st. oko 500 stanovnika a krajem 19. st. oko 700. Najviše je brojila nakon prvog svjetskog, oko 1400. Zadnjih četrdesetak godina broj se kreće oko 1000 (prema popisima stanovništva: 1971. g. - 1050, 1981 g. - 1002, 1991. g. - 1125)
| broj stanovnika | 496   | 496   | 522   | 659   | 840   | 986   | 1187  | 1120  | 1160  | 1210  | 1137  | 1052  | 1002  | 1125  | 1012  | 916   | 868   |
|                 | 1857. | 1869. | 1880. | 1890. | 1900. | 1910. | 1921. | 1931. | 1948. | 1953. | 1961. | 1971. | 1981. | 1991. | 2001. | 2011. | 2021. |

| broj stanovnika | 496   | 496   | 522   | 659   | 840   | 986   | 1187  | 1120  | 1160  | 1210  | 1137  | 1052  | 1002  | 1125  | 1012  | 916   | 868   |
|                 | 1857. | 1869. | 1880. | 1890. | 1900. | 1910. | 1921. | 1931. | 1948. | 1953. | 1961. | 1971. | 1981. | 1991. | 2001. | 2011. | 2021. |

## Uprava
Općinsko vijeće (13 članova), općinsko poglavarstvo i načelnik općine.

## Povijest
Porijeklo naziva Smokvica nije do kraja razjašnjeno. Navjerojatnije potječe iz romanskih jezika sa značenjem pregradni put (saepes victa > semek vikta > smokvica; ograda, put, pregradni put, put pregradom). Moguće je i da naziv treba vezivati uz prisutnost vode, s obzirom na prisutnost brojnih lokvi vode u polju Sitnica u antičko doba. Najvjerojatnije naziv nema nikakve veze s mediteranskom voćkom - smokvom.
Kontinuitet naseljenosti područja Smokvice može se pratiti još od prapovijesti vremena. Iz 12. stoljeća pr. Kr. datira prapovijesna gradina u čijoj je blizini napravljena rimska villa rustica, na području arheološke zone kod brda Sutulije i polja Prapratne. Nađeni su brojni ostatci antičke keramike, starogrčki tijesak za vino i maslinovo ulje, ostaci starih grčkih ljetnikovaca itd.
Korčulanski statut iz 1214. spominje naselje Smokvica, te preporučuje i naređuje uređivanje straža i obrane u pet starih korčulanskih naselja: Blatu, Smokvicu, Čari, Pupnatu i Žrnovu.

## Gospodarstvo

### Poljoprivreda
Vinarija "Jedinstvo" - proizvodnja vrhunskog vina od autohtone sorte "Pošip".
uzgoj maslina i proizvodnja maslinovog ulja je u stalnom porastu.

### Turizam
Hotel "Feral" u Brni s oko 180 ležajeva, apartmani, 3 restorana, 3 kafe-bara, 2 picerije, turistička zajednica

## Poznate osobe
- Jakov Salečić, hrvatski katolički svećenik, pjesnik, teolog, filozof, arheolog i povjesničar
- Božo Baničević, hrvatski katolički svećenik, romanist, crkveni povjesničar, crkevni glazbenik
- Bogdan Pecotić, admiral, narodni heroj
- Dinko Tomašić, sociolog

## Obrazovanje
- Osnovna škola Smokvica, pokriva sve uzraste.

## Šport
Moto klub "Korkyra riders" aktivno djeluje od 2007. godine i organizira niz zanimljivih susreta i vožnji.
Aktivno djeluje nogometni klub "Jadran". Okuplja juniore i seniore. Za sada, nastupa u najnižoj IV. Hrvatskoj nogometnoj ligi podskupina C.

## Vanjske poveznice
- Službena stranica
- Turistička zajednica Općine Smokvica  Arhivirana inačica izvorne stranice od 6. ožujka 2021. (Wayback Machine)